# آق‌ترک (استان اوش)
آق‌ترک (به لاتین: Ak-Terek) یک روستا در قرقیزستان است که در شهرستان اوزکند واقع شده‌است. آق‌ترک ۱٬۰۳۴ نفر جمعیت دارد.